# Білорічицький архітектурний ансамбль
Білорічицький архітектурний ансамбль — палацово-парковий ансамбль ХІХ століття та пам'ятка архітектури місцевого значення у Білорічиці. Нині у флігелі розташований чинний Свято-Миколаївський православний храм.

## Історія
Рішенням виконкому Чернігівської обласної ради народних депутатів від 19.02.1985 № 75 єдиному будинку комплексу, що зберігся, надано статус «пам'ятник архітектури місцевого значення» з охоронним № 27-Чг під назвою «Флігель палацу садиби Рахманових». На будівлі встановлено інформаційну дошку.

## Опис
1873 року поміщик Рахманов одружується з дочкою декабриста С. Волконського — Оленою Сергіївною Волконською-Кочубею, село Вейсбахівка перейшло в їхнє володіння. У цей період розпочалося створення архітектурного ансамблю.
Комплекс було споруджено наприкінці ХІХ століття у Вейсбахівці (зараз Білорічиця) зведено для проекту архітектора, художника та майстра художньої кераміки Олександра-Едуарда Юлійовича Ягна. Янг також є автором таких проектів: церква-усипальниця декабристів у селі Вороньках (не збереглася) (меморіальний комплекс декабристам), будинок Капніста у селі Великій Обухівці (біля Миргорода), каплиця-усипальниця Кочубеїв у селі Ярославець (біля Кролевця).
Комплекс складався з палацу (1886), готелю, флігелю (1878), пекарні, церкви. З північного боку поєднувався із парком. Зберігся флігель. У плані нагадує українську хату на дві половини. Перший поверх оштукатурений, цегляний, другий дерев'яний. Дах, фриз, віконна лиштва виготовлені з майоліки та теракоти, ним же обкладені колони та печі. Усередині палац та флігель розписував художник В. М. Соколов (1841—1921), товариш з навчання Янга. На другий поверх флігелі вели дерев'яні сходи, прикрашені тригранно-виїмчастим різьбленням поручнів. Різьблення прикрашало і верхні кімнати, дерев'яні стелі з кесонами.

## Галерея

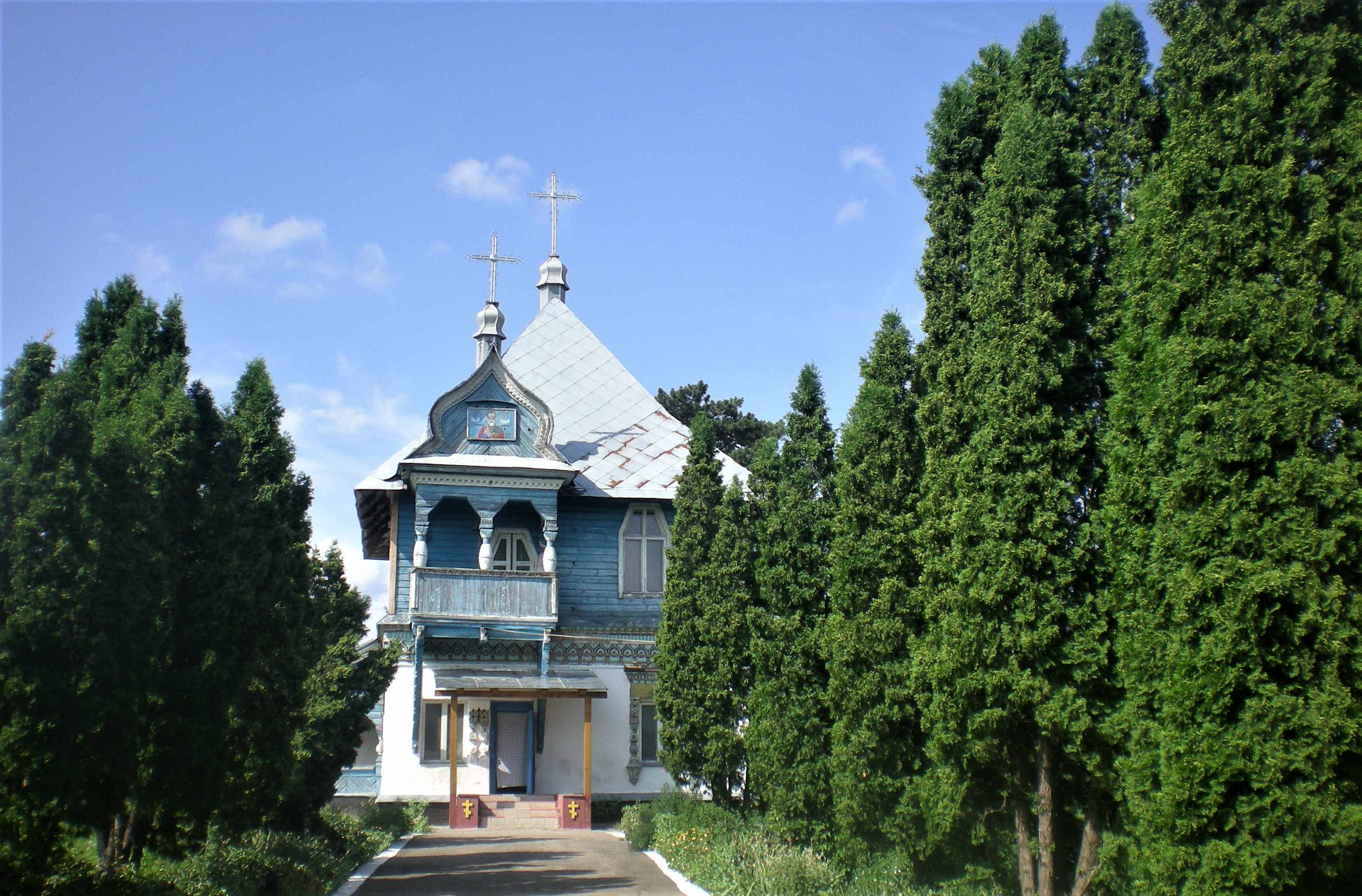
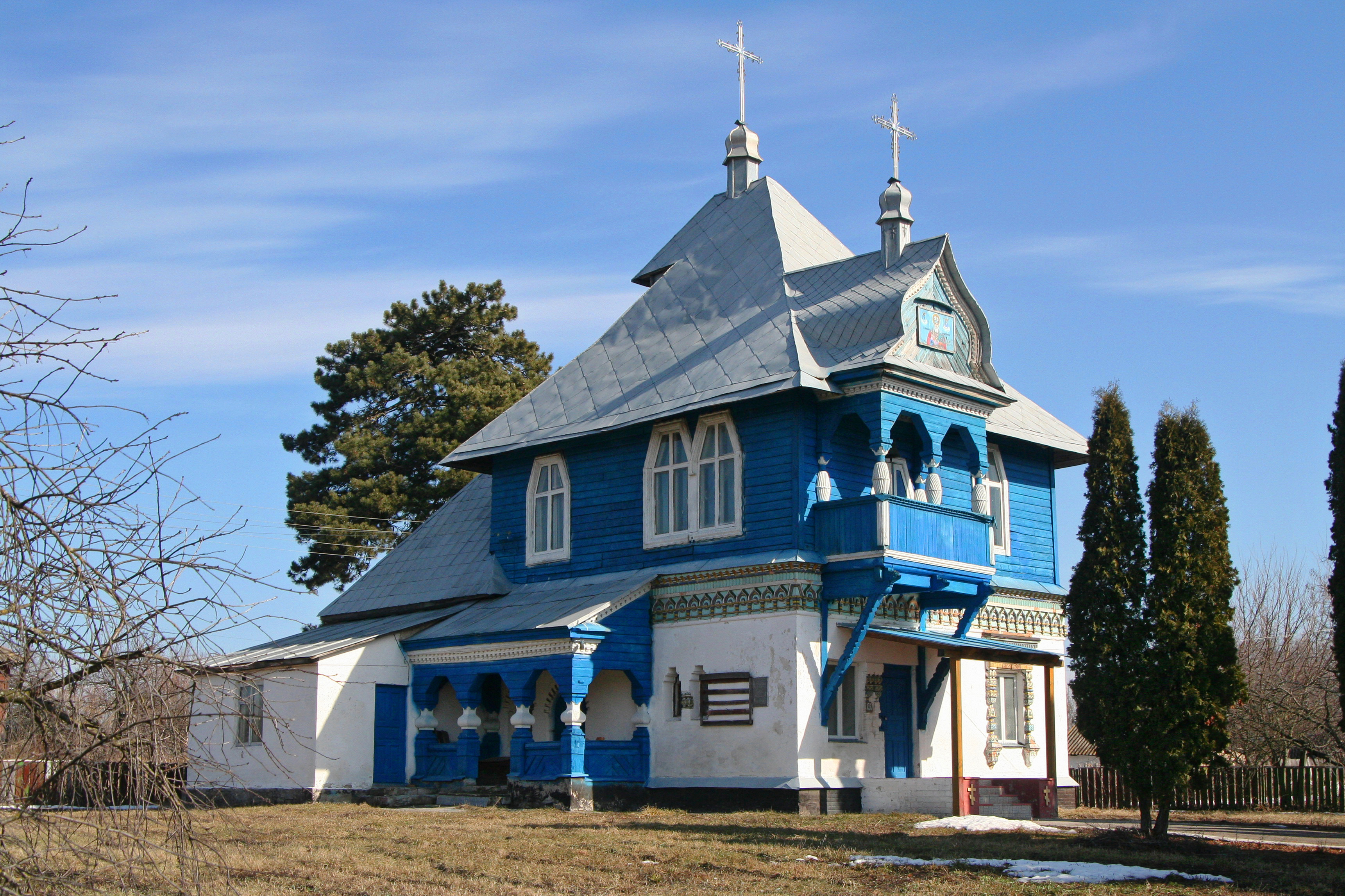
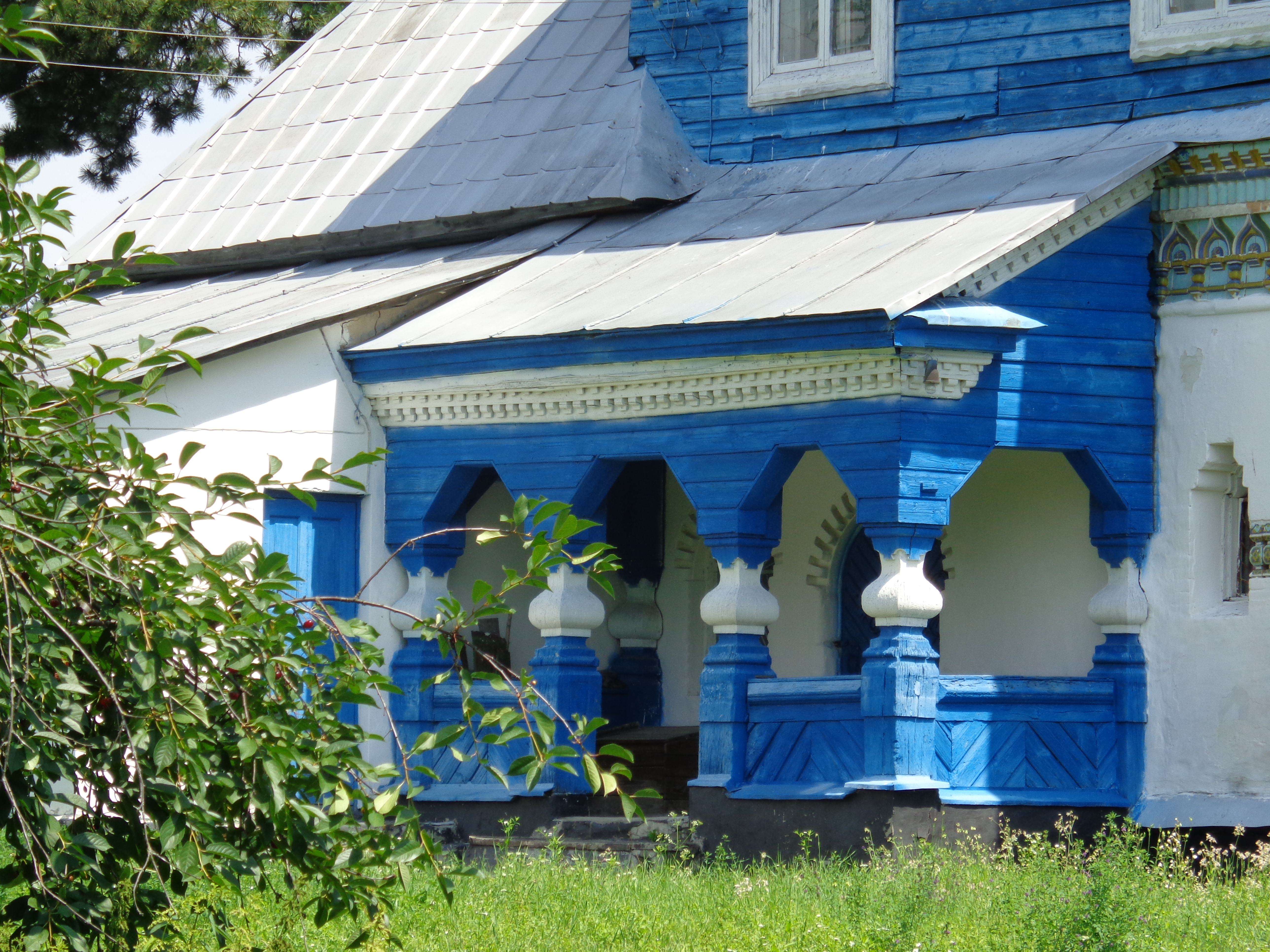
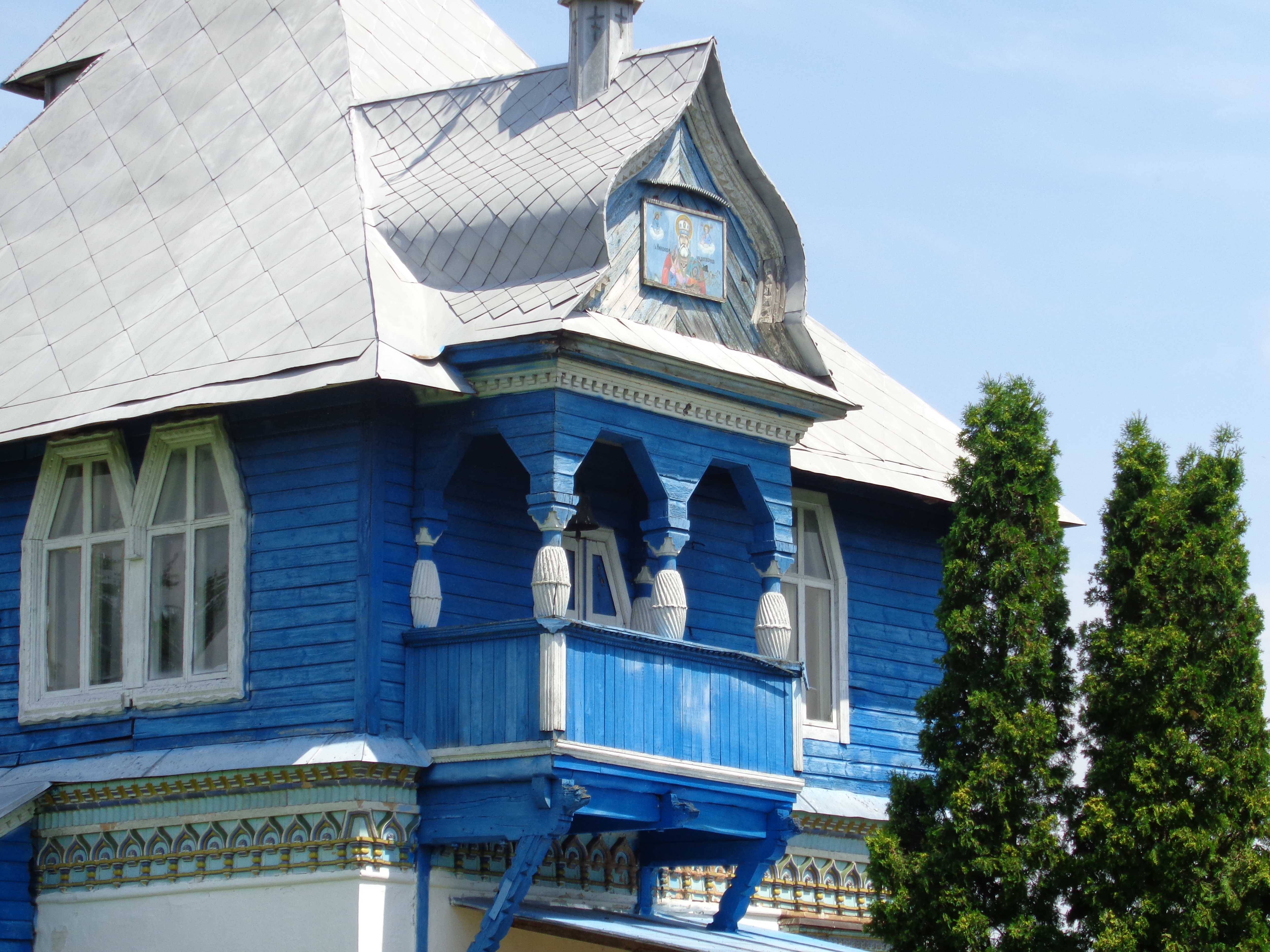
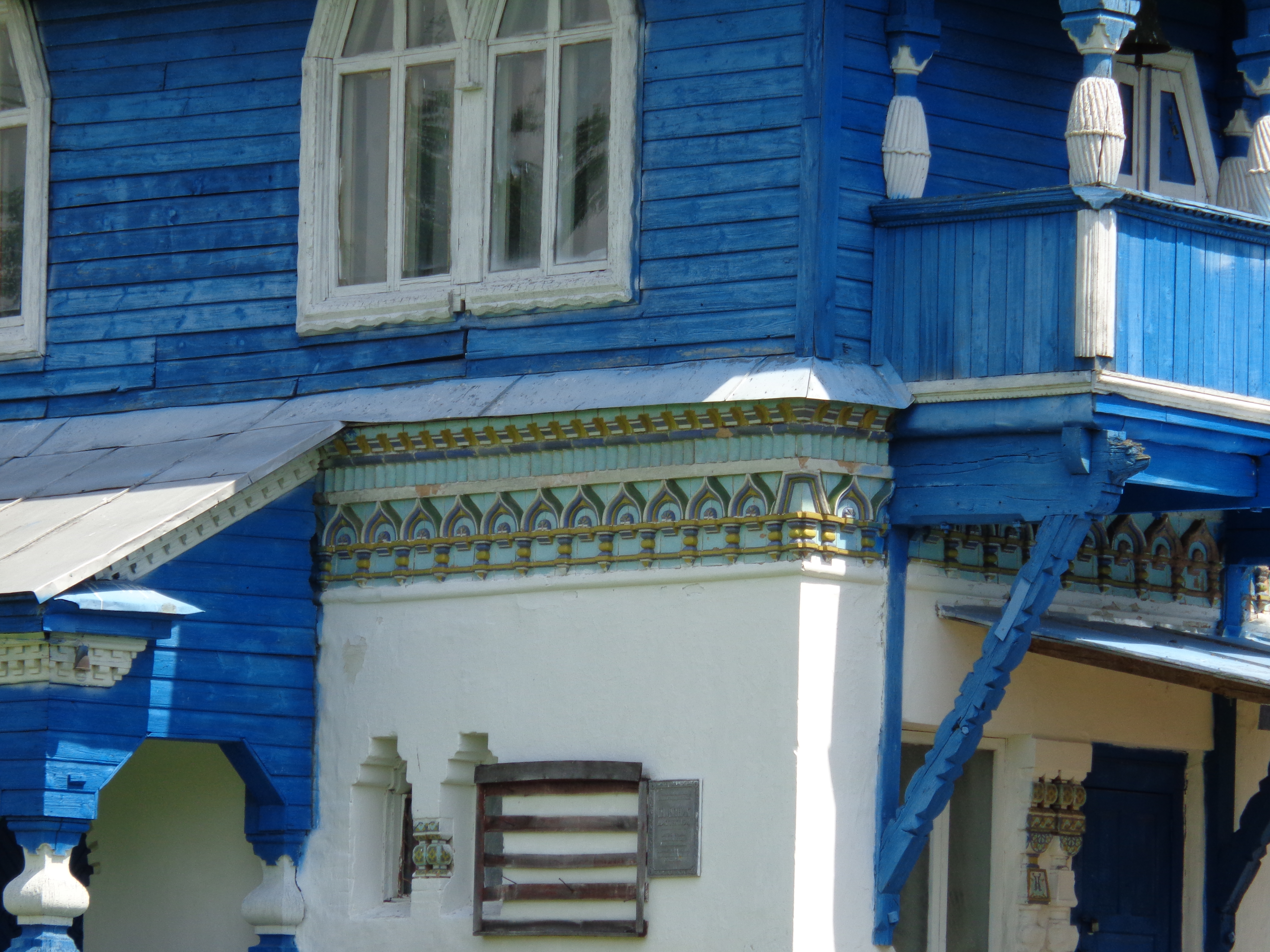
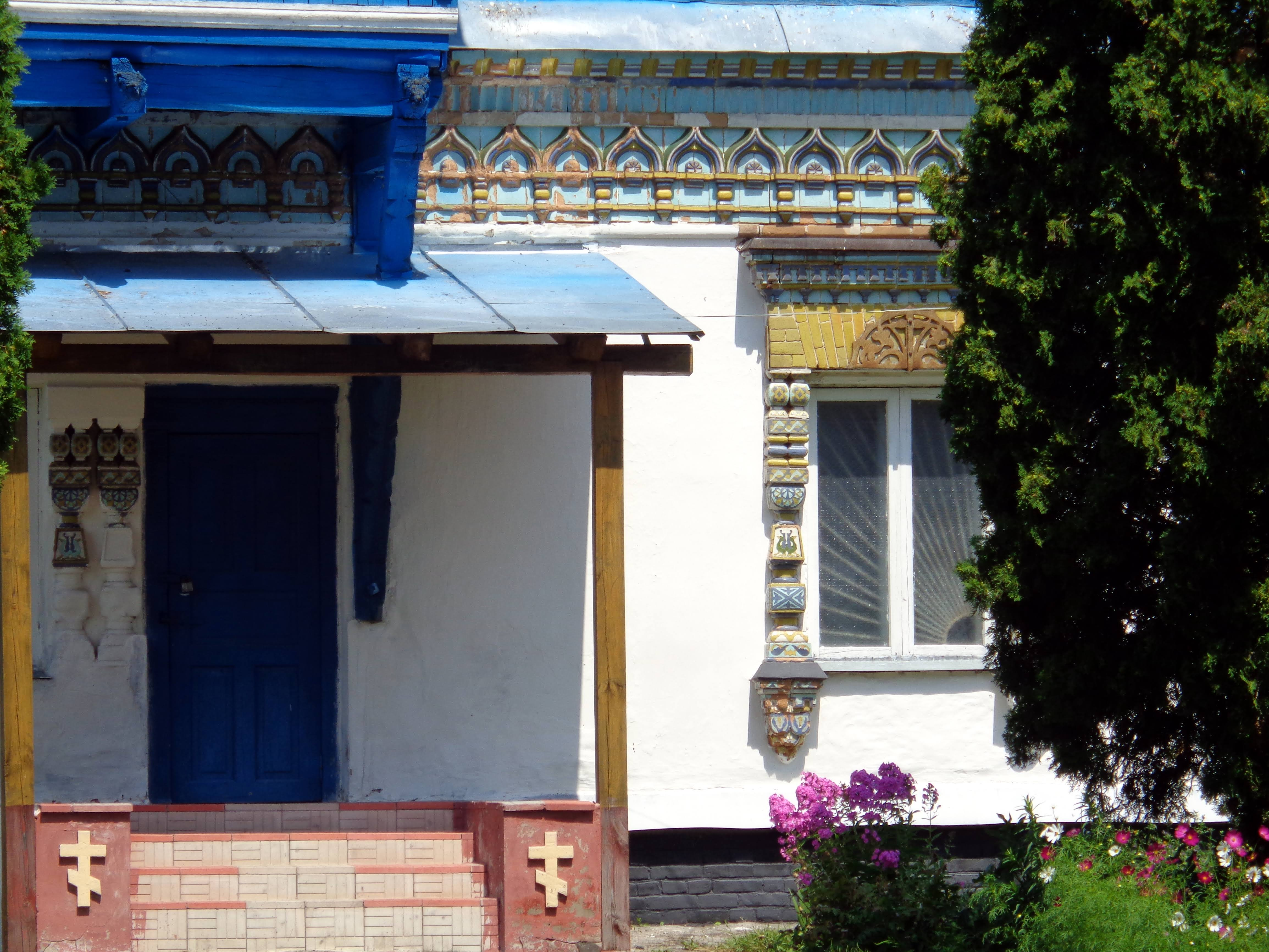